# Il cuoco (Arcimboldo)
Il Cuoco è un dipinto di Giuseppe Arcimboldo del 1570 circa, una natura morta di carni arrosto, dipinto ad olio su tavola, reversibile in figura antropomorfa, conservato presso il Nationalmuseum di Stoccolma.

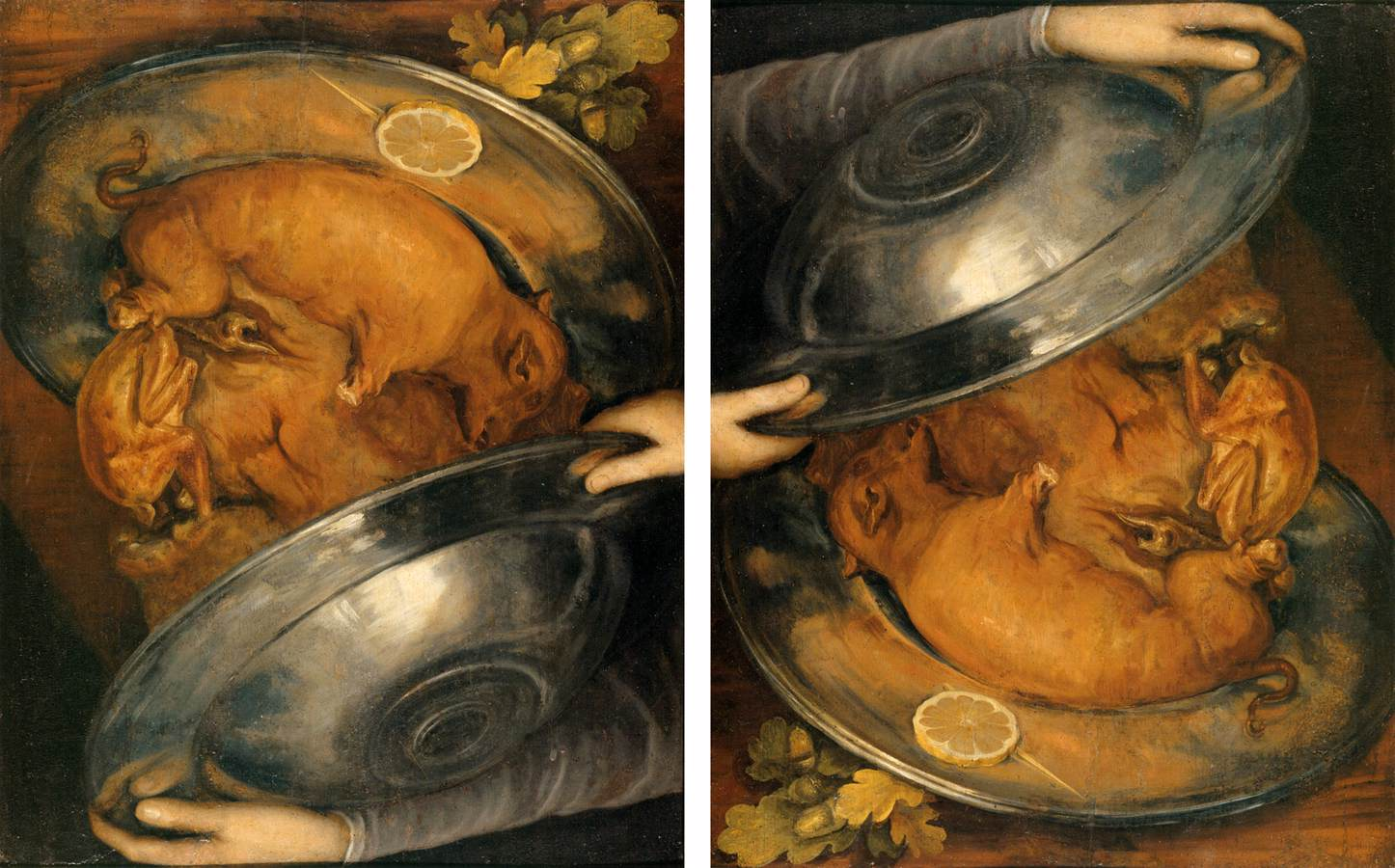
Il quadro dritto e rovescio (nel momento della sua prima presentazione).

Il quadro mostra una figura umana per pareidolia (perché si tratta sempre di una miscela di carni).